# Storblommiga klätterrosor
Storblommiga klätterrosor (Rosa Storblommiga klätterros-gruppen), en grupp roshybrider med mycket komplext hybridursprung. Motsvarar annars beteckningen "Large Flowered Climber" i Modern Roses 11.[källa behövs]

## Sorter
- 'Albertine'
- 'Alexandre Girault'
- ASTRA DESMOND
- 'August Roussel'
- 'Awakening'
- 'Bantry Bay'
- 'Blaze'
- 'Breeze Hill'
- 'Chaplin's Pink Climber'
- 'Compassion'
- 'Coral Dawn'
- 'Coral Satin'
- 'Donau'
- 'Elegance'
- 'Emily Gray'
- 'Ètude'
- 'Gerbe Rose'
- 'Golden Showers'
- GOLDFASSADE
- HANDEL
- 'Henri Barruet'
- 'Ilse Krohn'
- 'Indra'
- 'Joseph's Coat'
- 'Kassel'
- 'Kew Rambler'
- 'Korberuhig' (MANITA)
- 'Lawrence Johnston'
- 'Léontine Gervais'
- 'Louis Rödiger'
- 'Mary Wallace'
- 'Mme Grégoire Staechelin'
- 'Nanette'
- 'Orange Everglow'
- 'Parade'
- 'Paul Noël'
- 'Paul Transon'
- 'Paul's Scarlet Climber'
- 'Pink Perpétué'
- RED SOMMERWIND™
- 'Royal Gold'
- 'Sir Cedric Morris'
- 'Source d'Or'
- 'Thor'
- 'Wedding Day'
- WHITE NEW DAWN
- 'Barbier 1900
- 'Democracie' (BLAZE SUPERIOR)
- 'Frantasia' (RHAPSODY IN BLUE)
- 'Helexa' (SUPER EXCELSA)
- 'Kordalen' (ANTIKE 89)
- 'Korflata' (FLAMMENTANZ)
- 'Korinter' (ROSANNA)
- 'Korschnuppe' (GOLDENER OLYMP)
- 'Korstacha' (WEISSE WOLKE)
- 'Kortersen' (ROSARIUM UETERSEN)
- 'Macba' (GALWAY BAY)
- 'Macha' (HÄNDEL)
- 'Macmed' (SWAN LAKE)
- 'Mactel' (GRAND HOTEL)
- 'Meimont' (CLAIR MATIN)
- 'Meiviolin' (EDEN ROSE '88)
- 'Mrs Arthur Curtiss James' (GOLDEN CLIMBER)
- 'Poulclimb' (CALYPSO)
- 'Poulight' (NIGHT LIGHT)
- 'Poulnorm' ('That's Jazz')
- 'Poulover' (ROSENHOLM)
- 'Poulskab' (NORDINA)
- 'Poultime' (RAGTIME)
- 'Poulvam' (RYTHM 'N' BLUES)
- 'Spectacular' (DANSE DU FEU)
- 'Tanklesant' (SANTANA)
- 'Tanklewi' (LAWINIA)
- 'Tanrazlaw' (SCHNEEWALZER)

## Galleri

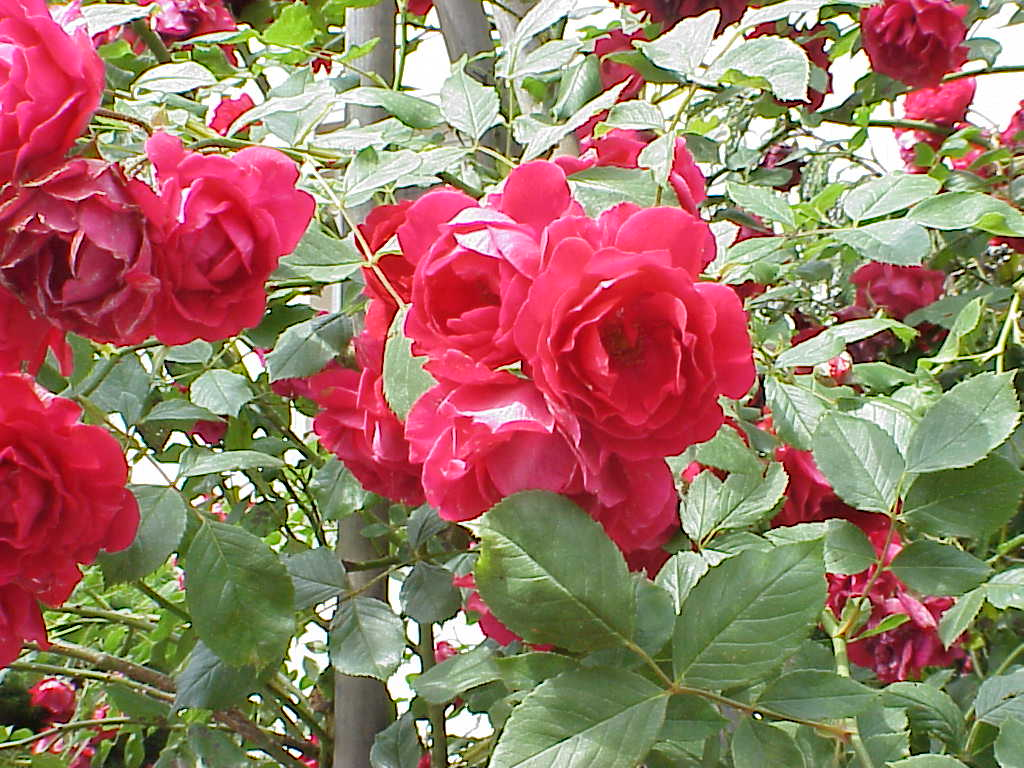
'Blaze Superior' (Böhm, 1950)
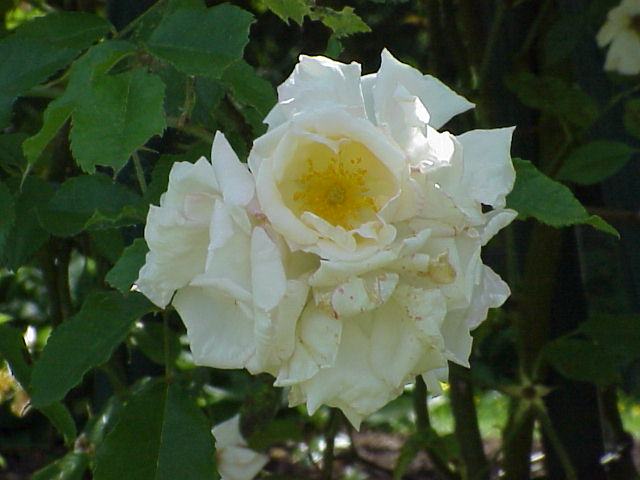
'Euterpe'
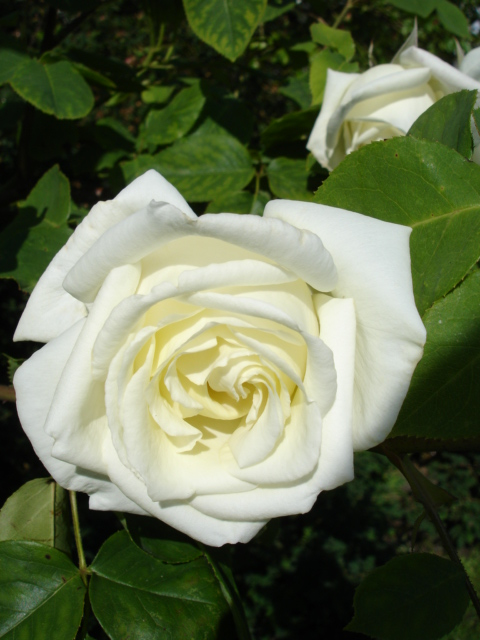
'Paul's Lemon Pillar' (Paul 1915)